# Blaesoxipha amblycoryphae
Blaesoxipha amblycoryphae is een vliegensoort uit de familie van de dambordvliegen (Sarcophagidae). De wetenschappelijke naam van de soort is voor het eerst geldig gepubliceerd in 1904 door Coquillett.